# Galaxias argenteus
Galaxias argenteus är en fiskart som först beskrevs av Gmelin, 1789.  Galaxias argenteus ingår i släktet Galaxias och familjen Galaxiidae. IUCN kategoriserar arten globalt som sårbar. Inga underarter finns listade i Catalogue of Life.